# Linda Bartoshuk
Linda May Bartoshuk (ur. 1938) – amerykańska psycholog, profesor Uniwersytetu Stanu Floryda, znana na arenie międzynarodowej jako naukowiec specjalizujący się w badaniach zmysłów smaku i węchu. 

## Kariera naukowa
Stopnie kariery naukowej:
- licencjat w Kolegium Carletona[2]
- doktorat na Uniwersytecie Browna (1965)[3]
- laborant w Natick Army Research Labs
- profesor Yale School of Medicine (Uniwersytet Yale)[4][5]
- profesor Uniwersytetu Stanu Floryda w Gainesville (2005)[6]

## Ważniejsze dokonania naukowe
- odkrycie, że zespół pieczenia jamy ustnej jest spowodowany przez uszkodzenie kubków smakowych
- badania zdolności od rozpoznawania smaków i skalowanie zjawiska – stworzenie pojęcia „supersmakosz”
- badania zdolności do rozpoznawania zapachów
- badania zależność między zapaleniem ucha a nadwagą

## Publikacje
- (1978) The Psychophysics of Taste[7]
- (1979) Bitter taste of saccharin related to the genetic ability to taste the bitter substance 6-n-Propylthiouracil[8]
- (1986) Taste and aging[9]